# Салон за красота
„Салон за красота“ (на английски: Beauty Shop) е американска комедия от 2005 г. на режисьора Били Удръф. Като спиноф на филмовата поредица „Бръснарницата“, във филма участва Куин Латифа в ролята на Джина, героиня, която е първоначално представена във филма „Бръснарницата 2: Отново в бизнеса“ през 2004 г. Във филма още участват Куин Латифа, Алисия Силвърстоун, Анди Макдауъл, Алфри Удард, Мена Сувари, Кевин Бейкън и Джимон Унсу.
Пуснат по кината в Съединените щати от „Метро-Голдуин-Майер“ на 30 март 2005 г., „Салон за красота“ получава генерално смесени отзиви от критиката и единствено печели 37.2 млн. долара в световен мащаб срещу производствения бюджет от 25 млн. долара.